# Robert Cenker
Robert Joseph Cenker (Uniontown, 5 de novembro de 1948) é um engenheiro e ex-astronauta norte-americano.
Formado em engenharia aeroespacial pela Universidade Estadual da Pensilvânia e com mestrado em engenharia elétrica pela Universidade Rutgers, foi selecionado para o corpo de astronautas da NASA e qualificado como especialista de carga. Fez seu único voo ao espaço em 12 de janeiro de 1986 na STS-61-C Columbia, a última missão do programa do ônibus espacial antes do desastre da Challenger, que ocorreu apenas dez dias depois do fim desta missão. Nos nove dias de duração da missão, ele realizou diversas tarefas científicas e testes fisiológicos, cumprindo um total de 146 horas no espaço.
Depois de se aposentar da NASA, passou a dar consultorias profissionais nas áreas de desenho de espaçonaves, pesquisas em microgravidade e operações de voo. Trabalhou 18 anos na General Electric, na área de desenvolvimento e de pesquisas espaciais da empresa.
É um Membro Sênior do IEEE.